# ربط (معان)
الربط عند أهل المعاني هو الإتيان بلفظين متصلين بحرف من حروف الربط.